# 龍驤 (空母)
龍驤（りゅうじょう/りうじやう）は、大日本帝国海軍の航空母艦。一部の資料では、軽空母とも。

## 特徴
当初の計画では格納庫1段で航空機約24機を搭載、基準排水量7,400英トン、公試排水量9,800トン、速力30ノットを計画していた。要目値は「軍艦基本計画資料」で（公試）排水量9576.65トン、水線長175 m、水線幅18.5 m、吃水5.5 mの値もある。
しかし、建造中に格納庫を2段にして搭載機を36機に増し、復原性確保のために小型のバルジを装着した。竣工時には当初の計画よりだいぶ排水量を増し、公試状態で11,733トンになっていた。さらに公試中の転舵の際には船体が大きく傾き、救命艇が波に叩かれて破損した。安定性が問題にされたが直ちに改装されることはなく、重油の使用制限をするなどして一応就役した。
龍驤という名称は、瑞祥神獣の「龍」とアガルまたは疾行のとき勢い強く首の揚る貌を意味する「驤」を組み合わせて「龍の空に上ぼるが如く威勢がよい」を意味する漢語である。「龍驤虎視、苞括四海」や「龍驤麟振、前無堅敵」等の句に使われ、龍驤将軍の官位（南宋）もあった。日本海軍の軍艦としては、明治時代の装甲コルベット龍驤に続く2隻目。

### 構造
航空母艦の船体は発着艦の際に高速が発揮できる必要があり、また搭載機数増大のために船体の規模もある程度の大きさが必要となる。駆逐艦は高速を発揮するのに適した細長い艦型であるが航空母艦としては船体が小さすぎ、戦艦の船体はずんぐりむっくりな艦型で、その規模に問題はないが発揮できる速力が低かった。日本の航空母艦は巡洋艦の船体をベースに改良して発展していったと考えて良く、鳳翔の船体は5,500トン型軽巡洋艦の拡大型で、龍驤の船体は青葉型重巡洋艦に準じた船体とされた。
青葉型の船体に比べて違いもあり艦首の前傾が強く、また舷側のフレアがいくぶん強く、艦尾まで続いている。格納庫を設けた中央部分はシアーがなくフラットで、日本の重巡に特徴的な波形甲板は艦首と艦尾にわずかに面影がある程度である。 バルジ装着前の船体は水線幅18.5mに対し最大幅は上甲板の20mであり、1段目の格納庫側壁は舷側をそのまま延長したような傾斜が付いている。
龍驤の外観における最大の特徴は、比較的小型の船体に収まりきらないほどの大型の上部構造物を持つことである。正面から見た際には、細身の船体の両脇に取り付けられた高角砲の基部、二段の格納庫などから逆三角形の奇観を呈している。艦首と艦尾の乾舷が低く、穏やかな海面で艦首波を高く吹き上げる写真が残っている。特に艦尾の乾舷は著しく低く、第4艦隊事件の際には波浪により格納庫後端の扉を破壊され、一時は危機に瀕した。それ以外の特徴は、鳳翔以降の運用実績により何隻か建造されたフラッシュデッキ（全通式平甲板）型航空母艦と大して変わらない。
艦橋構造物は飛行甲板上にはなく、外洋航海に支障をきたさない飛行甲板最前部直下に設置されていた。飛行甲板前縁は艦橋までしか伸びておらず、それより前方は低い乾舷の船体となっている。飛行甲板長156.5 m、幅23 mと、日本の航空母艦の中では飛行甲板が最も小さい。
エレベーターは2基で、前部エレベーターは長さ11.1m、幅15.7mの横長の長方形、後部エレベーターは長さ10.8m、幅8mの縦長の長方形だった。後部エレベーターには鳥居型の上部覆が設置された。後部エレベーターは前部エレベーターより小型であった。
煙突は第二次改修後、右舷中央部に下向きに付けられた。無理な設計のため重心が高く、急旋回ないし波浪によって、飛行甲板のエレベーターの穴から水平線が見えるほど傾斜した。千葉県館山沖の公試においても、全速航行時に舵を切った際に大傾斜を起こした。
1938年（昭和13年）8月には当時の艦長が、運用上の不便点が多いため「飛行甲板の25m延長」「後部エレベーターを7.79m×10.75mから12m程度に拡大」という要望を出している。しかし復原力の問題もあり、簡単に実現できるものではなかった。90cm探照燈が前部エレベーターの直前に左右1基ずつ隠顕式に装備された。
機関は高雄型重巡洋艦の半分の機関を搭載した。つまり缶（ボイラー）6基、タービン2基を搭載し、蒸気圧力20kg/平方cmで温度は飽和蒸気、2軸推進だった。当初の計画では30ノットを予定した。
竣工時の煙突は飛行甲板よりだいぶ低い位置から舷側に出て、楕円柱の形状をひねりながら後上方を向く、独特な形状をしている。これは格納庫が1段だった初期計画時代の位置をそのまま継承したものという考察もある。後の改善工事で多くの日本の空母が装備した下向き煙突に変更された。
缶室と機械室の間に鳳翔と同型の須式転輪安定儀（ジャイロ・スタビライザー）1基を搭載、この安定儀は三菱長崎造船所で制作された。床面積を稼ぐ為に格納庫は甲板幅いっぱいになっており、前後交通用の舷外通路が設置された他、通風路などの艤装品も舷外に設置された。倉庫も高角砲支柱と舷側の間を囲って設置され、本艦独特の特異な支柱形状となっている。マストは左舷前部に1本の信号マスト、左舷後部に無線マスト1本、右舷は無線マストが前部、後部に各1本設置された。何れも起倒式になっている。装甲は弾火薬庫が1万トン型重巡洋艦と同様、機関室は駆逐艦搭載砲の防御とし、機関部舷側で46mmNVNC鋼が使われた。

### 設備
格納庫2段の平甲板型空母で羅針艦橋は飛行甲板最前の直下に置かれた。格納庫の後端は航空機搬入用に開放式になっていた。飛行甲板は長さ158.6m、最大幅23.0m。前端から29.9mの位置から前方に28.7mの長さで1度の下り傾斜が付けられ、中央付近には60.9mの長さで0.35度の上り傾斜が付けられていた。ただ、その傾斜はほとんど目立たない。
遮風柵は前面遮風柵に加え、海軍航空本部の強い要請により側面遮風柵も装備した。
着艦制動装置の制動索は、呉海軍工廠と広海軍工廠により1933年（昭和8年）に開発されたばかりの電磁式の呉式一型を竣工時に2本装備した。当時はまだ試行錯誤の時代であり、その後の1935年1月からは呉式一型3本を位置を変えて装備し、まもなく呉式滑走制止装置も1組装備した。同年5月からは呉式三型1本、呉式四型1本、フェー式1本を追加装備した。8月からは着艦制動装置は呉式一型1本、同三型1本、同四型1本、同四型改3本の計6本の制動索を装備、滑走制止装置は引き続き呉式1組を装備している。
対空兵装として12.7cm連装高角砲6基を舷側スポンソンに搭載、12.7cm高角砲は空母として初めての搭載艦となった、機銃は九三式 13mm4連装機銃を6基搭載、13mm4連装機銃を搭載した空母は龍驤のみだった。

### 搭載機
当初の計画では約24機、格納庫を2段にして九〇式艦戦12+3機、八九式艦攻24+9機、計常用36機+補用12機の計画になった。竣工から1935年（昭和10年）まで内令兵で定められた機種とその数は以下の表の通り。
| 日付       | 艦戦                          | 艦爆                     | 艦攻                 | 艦偵                    | 計      | 備考 | 出典   |
| ---------- | ----------------------------- | ------------------------ | -------------------- | ----------------------- | ------- | ---- | ------ |
| 1933.4.27  | 三式艦戦6+2機                 |                          | 一三式三号艦攻9+3機  |                         | 15+5機  |      | [ 32 ] |
| 1933.10.15 | 三式艦戦6+2機 九〇式艦戦6+3機 |                          | 一三式三号艦攻12+5機 | 九〇式艦偵二型6+2機     | 30+12機 |      | [ 33 ] |
| 1934.6.26  | 九〇式艦戦9+3機               |                          | 一三式三号艦攻12+5機 | 九〇式艦偵二型6+2機     | 30+12機 |      | [ 34 ] |
| 1934.12.3  | 九〇式艦戦12+4機              |                          | 九二式艦攻12+6機     | 九〇式二号艦偵三型6+2機 | 30+12機 |      | [ 35 ] |
| 1935.5.7   | 九〇式艦戦12+4機              | 九四式艦上軽爆撃機15+5機 |                      |                         | 27+9機  |      | [ 36 ] |

各文献による飛行機定数は以下の通り。
| 日付       | 艦戦            | 艦爆            | 艦攻               | 艦偵 | 計      | 備考       | 出典   |
| ---------- | --------------- | --------------- | ------------------ | ---- | ------- | ---------- | ------ |
| 1934.12.1  | 12+4機          | 6+2機           | 12+6機             |      | 30+12機 |            | [ 37 ] |
| 1935.12.1  | 12+4機          | 18+6機          |                    |      | 30+10機 |            | [ 37 ] |
| 1937.10.7  | 12+4機          | 12+4機          | 3+1機              |      | 27+9機  |            | [ 37 ] |
| 1939.9.30  | 九六式艦戦 10機 | 九六式艦爆 16機 | 九七式一号艦攻 8機 |      | 34機    |            | [ 37 ] |
| 1939.11.1  | 9+3機           | 12+4機          | 6+2機              |      | 27+9機  |            | [ 37 ] |
| 1940.11.15 | 9+3機           |                 | 24+2機             |      | 33+5機  |            | [ 37 ] |
| 1941.12.1  | 12機            |                 |                    |      | 12機    |            | [ 38 ] |
| 1941.12.8  | 24+0機          |                 | 9+0機              |      | 33+0機  |            | [ 37 ] |
| 1941.12.31 | 18+4機          |                 | 12+4機             |      | 30+8機  |            | [ 37 ] |
| 1942.1.1   | 22機            |                 | 16機               |      | 38機    |            | [ 38 ] |
| 1942.4.1   | 16機            |                 | 21機               |      | 37機    |            | [ 38 ] |
| 1942.4.10  | 12+4機          |                 | 18+2機             |      | 30+6機  | 艦戦は零戦 | [ 37 ] |
| 1942.6.1   | 16機            |                 | 20機               |      | 36機    |            | [ 38 ] |
| 1942.7.14  | 24+0機          |                 | 9+0機              |      | 33+0機  |            | [ 37 ] |
| 1942.8.1   | 24機            |                 | 9機                |      | 33機    |            | [ 38 ] |

就役時に実際に搭載したのは九〇式艦戦12機、一三式艦攻6機、九〇式艦偵6機の計24機、補用8機。1934年12月に九〇式艦偵に代わって九四式艦爆6機を搭載した。1937年8月より日華事変に参加、9月より九六式艦戦を搭載した。
開戦時は九六式艦戦18機、九七式艦攻12機の計30機を搭載した。最終時の搭載機は零戦24機、九七式艦攻9機の計33機と言われている。
尾翼マーキングは竣工時より飛行機呼称番号の「ホ」を使用、昭和12年頃以降は連合艦隊所属機が記入する飛行機識別符号で「R」を使用した。同じく1940年（昭和15年）11月から1941年（昭和16年）4月まで「GI」、1942年（昭和17年）7月まで「GIII」、最終時は「DIII」を使用した。

## 歴史

### 建造
第一次世界大戦以降、列強各国の建艦競争は、日本の八八艦隊計画やアメリカのダニエルズ・プラン等に代表される様に過熱化の一途を辿っていた。1921年（大正10年）11月11日、イギリスの呼びかけによってワシントン会議で議決された海軍軍縮条約は、過熱化する列強の建艦ペースに一定の枠組みを与えることを目的とし、一応の成果を得ることに成功する。主力艦に対する枠組みと共に補助艦艇にも一定の枠組みを与えたのがこのワシントン海軍軍縮条約で、補助艦艇としての航空母艦もその例外ではなく、日本に割り当てられた排水量は80,000トンとなった。
そこで、大日本帝国海軍は同条約により廃艦予定だった天城型巡洋戦艦2隻（赤城、天城）を空母への改装対象として割り当てた（天城は後に関東大震災での被災により竜骨が大破したため対象を加賀型戦艦1番艦加賀に変更）。そして排水量の大半を消費してしまったので、以降の空母は条約枠外である10,000トン未満の艦を戦力化する建造計画を立てた。その候補となったのが水上機母艦若宮の代艦として計画されていた新造水上機母艦だった。海軍軍令部は海軍省に対し、水上機母艦を航空母艦として建造するよう計画の変更を要求した。第五十二帝国議会にて認められ、計画公試排水量9,800 t、搭載機数24機、速力30ノットの空母龍驤の建造が開始された。当初は1932年（昭和7年）3月末の完成を目指した。
1929年（昭和4年）11月26日、龍驤は起工される、前述の設計変更により建造に時間がかかった。詳細設計を担当した松本喜太郎は、改造指示のたびに重心点が上昇していくため、徐々に不安になっていったと回想している。
1930年（昭和5年）、ロンドン条約が締結され、10,000トン以下の航空母艦にも制限が課せられたため、10,000トン未満で建造する意味がなくなり、これまでの計画のうち排水量で制限されていた部分の見直しを図ることになった。そのため格納庫は一段から二段に拡張され、36機（+補用12機）の航空機が搭載可能になったが、その分の低下した浮力を補うためのバルジが増設された。武装も当初は鳳翔と同じく50口径三年式14cm砲4門の装備を予定していたが、重量軽減のため12.7cm高角砲に変更された。その後の性能改善工事の結果、基準排水量は10,000トンを上回ることとなった。
また、改修時に新設されたバルジ内に設けた予備の重油タンクをバラスト代わりにしていたが、予備タンクから先に燃料を使用すると急旋回時に艦の傾斜が激しくなり転覆する危険性が出てきたので、結局はそのタンクから燃料を使用することはできなかった。その後の復原性能改善工事では上部の重量軽減策として高角砲の数を連装6基12門から連装4基8門に減らし、船底に錘としてバラストキールを設けるなどの処置が施された。

### 竣工
1931年（昭和6年）4月2日、進水。1933年（昭和8年）5月9日、竣工。艦の諸元は、全長167.2 m、全幅18.5 m、排水量7100トン、速力25ノットなど、実際に比べて少な目に発表している。呉鎮守府に所属。就役時の龍驤の搭載機は九〇式艦上戦闘機12機、一三式艦上攻撃機6機、九〇式二号艦上偵察機6機であった。後に偵察機の代わりに九四式艦上爆撃機6機を搭載した。
1934年（昭和9年）3月、水雷艇が転覆する友鶴事件が発生し、龍驤も呉海軍工廠で同年5月26日から8月20日まで、以下の工事が行われた。
- 従来の小型のバルジを撤去し、より大型のバルジを装着。
- バラストキール、艦底バラスト合わせて約550トンを搭載。
- 重油タンクの一部に海水補填装置を設置、補填量は650トン。
- 前部下部格納庫を廃止し、上方にあった倉庫や魚雷調整所をここに移した。
- 12.7cm連装高角砲2基を撤去、代わりに25mm連装機銃2基を搭載。
- 側面遮風柵を撤去。
- 上部格納庫の防火扉を一部防火カーテンに換装。
- 信号マストを除いて他のマストは軽量のものに換装。
- 格納庫側壁にあった炭酸ガス消火装置をエレベーター室や下部甲板倉庫に移す。
- 後部エレベーターにあった鳥居型上部覆を撤去。
- 前部上甲板の舷外通路を撤去[9]。
- 舷外中部から出ていた煙突を上部に移し[9]、吸排気口の位置も改正して海水の浸入角度を40度以上とする。
- 格納庫後部の飛行機取り入れ口を閉鎖して隔壁を設け、上甲板中央部に高さ約2.5m、幅約3.8mの防水扉を新たに設置[9]。

### 第四艦隊事件
1935年（昭和10年）9月、第四艦隊事件に遭遇、艦橋を初めとして大きな被害を受けた。復原性能改善工事で艦首の乾舷が減少しており、艦橋前面が波に叩かれて艦橋前壁が大破、前面にあった1.5m測距儀も流失した。また舷外通路が波に叩かれて破損した。後甲板から浸入した波浪が龍驤の格納庫後端の扉を屈曲破壊し、格納庫が浸水して危機に瀕した。
1935年10月11日から翌1936年（昭和11年）5月31日まで損傷復旧工事を呉海軍工廠で行った。
- 艦首は甲板を1層上げて凌波性を向上させ、前方に飛び出していた艦橋前壁は垂直にして構造を頑丈にし、かつ丸みを持たせて波を舷側に流すようにし、測距儀のような突起物をなくした[55]。なお飛行甲板もこれに合わせて前端が丸い形状となり、長さも減少し156.5mになった。
- 舷外通路はブラケットの下面に鋼板を張ってスポンソン形状として波浪に強くした[55]。
- 格納庫後端の上甲板扉は廃止し、上方に発動機などの取出口のみ開口した[55]。

後甲板も艦首と同様に甲板を1層あげる必要があったが、復原性能維持の観点から難しく、また短艇の運用のためには格納庫を含む大改造が必要となることからも断念された。

### 支那事変
1937年（昭和12年）7月、支那事変が発生。8月、龍驤も参加。AP通信は日本軍空母3隻（加賀、鳳翔、龍驤）の活動を世界に報じた。艦載機を九五式艦上戦闘機や九六式艦上爆撃機、九六式艦上攻撃機に更新しつつ、青島攻略作戦、厦門攻略作戦等、各方面の作戦に従事する。また空母赤城、加賀の改装や補修に合せ、随時第一航空戦隊や第二航空戦隊に編入されて行動した。
当時三等航空兵として乗艦した前田勲によれば、龍驤は勤務状況が激しく厳しい艦であり、「赤鬼、青鬼でさえ龍驤と聞いただけで後ずさりする」と噂されていたという。1939年（昭和14年）4月当時に龍驤の機関科に配属されていた上村嵐によれば、猛烈な夜間の発着艦訓練により、毎月殉職者を出していたという。
1941年（昭和16年）4月、第四航空戦隊に編入され、司令部からは「小型だが搭載機数も多く使い勝手が良い」という好評価をされている。だが、対米戦争を目前にして空母に配属する搭乗員が不足し、連合艦隊と軍令部は第三航空戦隊（鳳翔）・第四航空戦隊（龍驤、春日丸）から熟練搭乗員を引き抜き、第一航空戦隊と第二航空戦隊に配備、第三、第四航空戦隊には補充しなくても差しつかえないと判断した。

### 太平洋戦争

#### フィリピンの戦い
1941年12月、太平洋戦争開戦、龍驤は春日丸級特設空母(大鷹型空母)春日丸(大鷹)、駆逐艦汐風と共に第四航空戦隊に所属していた。旗艦龍驤には司令官角田覚治少将が乗艦していた。龍驤航空隊・春日丸航空隊には零式艦上戦闘機（零戦）の配備が間に合わず、旧式の九六式艦上戦闘機（九六艦戦）を搭載している。主力空母6隻（赤城、加賀、蒼龍、飛龍、翔鶴、瑞鶴）は真珠湾攻撃に投入され、第三航空戦隊の空母2隻（鳳翔、瑞鳳）は主力戦艦部隊（長門、陸奥、伊勢、日向、扶桑、山城）護衛のため内地待機、春日丸は低速のため実戦運用はできず、南方方面最前線に投入された空母は龍驤1隻のみであった。
第四航空戦隊（「龍驤」、「汐風」）は比島部隊南比支援隊の一部として 緒戦のフィリピンの戦いに参加した。
「龍驤」は12月6日にパラオから出撃し、12月8日にダバオを空襲した。空襲は九六式艦上戦闘機9機と九七式艦上攻撃機13機によって行われた。攻撃隊はまずダバオの飛行場を爆撃し、次いでマララグ湾で水上機母艦「ウィリアム・B・プレストン」と飛行艇を攻撃してPBYカタリナ飛行艇2機を破壊。攻撃機1機が不時着水 し、搭乗員は駆逐艦「黒潮」に救助された。続いて攻撃機2機、戦闘機3機からなる第二次攻撃隊がダバオの油タンクおよび商船1隻を攻撃。戦闘機1機が失われた。「龍驤」による空襲はフィリピンに対する日本軍の空襲で最初に行われたものであった。12月12日に「龍驤」はレガスピー上陸を支援し、その際商船1隻を爆撃した。12月14日にパラオに帰投した。
続いてダバオ攻略に参加。攻略参加艦船は12月16日から18日にパラオから出撃した。12月18日、「龍驤」の艦攻は飛行艇と共にアメリカ潜水艦「スキップジャック」を制圧した。12月19日、艦攻6機でサンオーガスチン岬灯台の見張所と倉庫を爆撃した。12月20日、上陸が行われた。「龍驤」機はセレベス海の索敵を行い、発見したタンカーに対して攻撃機延12機による攻撃を行ったが沈めるには至らなかった。翌日、このタンカーはミンダナオ島南端チナカ岬で座礁しているのが確認された。12月24日、巡洋艦1隻、駆逐艦2隻がマニラ湾から出撃したとの情報がもたらされた。巡洋艦捜索中、「龍驤」の索敵機はホロ島南方150海里付近で大型貨物船を発見攻撃し、炎上させた。12月25日、パラオへ帰投途中の「龍驤」と「汐風」は「スキップジャック」からの攻撃を受けた。「スキップジャック」は魚雷3本発射したが命中しなかった。12月26日、「龍驤」はパラオに帰投した。

#### スマトラ、ジャワ攻略
第四航空戦隊は12月26日にいったん南方部隊本隊に編入された後1942年1月3日に馬来部隊に編入され、マレー方面の作戦に参加した。12月31日、春日丸は連合艦隊直属となり、第四航空戦隊から外れた。「龍驤」、「汐風」は第三航空部隊となった。1月7日、「龍驤」はカムラン湾に入港した。
1月23日、第三航空部隊はカムラン湾から出撃。第三航空部隊には駆逐艦「敷波」が加わり、アナンバス基地占領を支援した。「龍驤」搭載機は索敵などを行なった他、1月24日には艦攻4機でテランパ無電所を爆撃した。また、1月28日には「龍驤」の艦攻は北ボルネオのクチンへ進出する零戦の誘導を行なった。1月30日、カムラン湾に帰投。第三航空部隊（「龍驤」、「汐風」、「敷波」）は次はバンカ島およびパレンバン攻略作戦（L作戦）に参加することとなった。
攻略部隊は2月9日から2月11日にかけてカムラン湾から出撃。第三航空部隊は主隊（重巡洋艦「鳥海」、第七戦隊など）とともに2月10日に出撃した。

「龍驤」は艦攻によるバンカ海峡方面での攻撃で、2月13日には商船1隻撃沈、2隻炎上、1隻大破、1隻中破、1隻擱座、2隻小破を、2月14日には魚雷艇母艦1隻撃沈（「最上」水偵と協力）、特務艦1隻撃沈、砲艦1撃沈、敷設艦1隻撃破、商船1隻撃沈、1隻擱座を報じた。『日本空母戦史』 には2月13日に「龍驤」艦攻はパレンバンからバタビアへ逃走中のタンカー船団を攻撃し、タンカー「メルーラ (Merula)」（8228トン）と「マンバンタラ (Manvantara)」（8237トン）が被弾炎上し沈没、弾薬船「デリーモアー」 も沈んだ、とある。
2月15日、「鳥海」搭載機がガスパル海峡を北上する戦艦1隻を含む艦隊発見を報告。これを受け、搭乗員の練度が低かったことから角田少将は反復攻撃をおこなうため敵艦隊の方向へ接近し、4次に渡って艦攻による爆撃を行なった。未帰還機はなかった。龍驤艦攻が魚雷攻撃ではなく水平爆撃を実施した理由について、吉富茂馬（四航戦航空参謀）は、魚雷の調整が間に合わなかった事、爆撃には自信がなかったが雷撃は更に自信がなかった事を挙げている。角田少将は敵巡洋艦2隻が火災を起こした、と報告した。また、基地航空隊も攻撃を行った。攻撃した敵艦隊は重巡洋艦「エクセター」、軽巡洋艦「デ・ロイテル」、「ジャワ」、「トロンプ」、「ホバート」、駆逐艦8隻からなるもの（指揮官カレル・ドールマン少将）であった、一連の攻撃ではアメリカ駆逐艦「バーカー」と「バルマー」が至近弾で損傷したのみであったが、ドールマン少将は日本軍攻撃を断念しバタビアへ向かった。
2月17日正午、最上艦載機（水偵）はガスパル海峡南方に駆逐艦1隻・大型商船1隻を発見する。陸攻部隊が商船スロエト・ヴァン・ベレルを、龍驤艦攻10機がヴァン・ガレン級駆逐艦のヴァン・ネスを撃沈した。他に商船1隻擱座、1隻大破、PBYカタリナ飛行艇1機撃墜を報じたのち、18日に龍驤は北へ反転しベトナムサンジャックへ向かった。
2月中旬、今村均陸軍中将率いる陸軍第16軍主力が乗船した輸送船56隻の大船団がカムラン湾を出撃。これを迎撃すべく、再びドールマン少将率いるABDA連合艦隊が出撃した。陸軍大船団を護衛する第五水雷戦隊司令官（司令官原顕三郎少将：旗艦名取）が指揮する第三護衛隊は第七戦隊をはじめ附近の部隊に掩護を要請し、第四航空戦隊も「尚龍驤モ出来得レバ敵艦艇攻撃可能ナル如ク機宜行動協力ヲ得度」と協力を求められている。
第十一航空艦隊(基地航空隊)のジャワ方面航空攻撃は不調におわったため、2月27日、南方部隊指揮官近藤信竹中将（第二艦隊司令長官、旗艦愛宕）は馬来部隊指揮官小沢中将に龍驤および第七戦隊の蘭印部隊編入を命じた。小沢中将は第七戦隊・第三水雷戦隊・龍驤の分派を了承、第三護衛部隊に協力させた。これを受けて蘭印部隊指揮官高橋伊望中将（第三艦隊司令長官：旗艦足柄）は第七戦隊（司令官栗田健男少将：最上型重巡洋艦4隻）と龍驤をバダビヤ攻略部隊に編入した。カムラン湾で待機していた龍驤は27日午後サンジャックを出発して南下した。
2月下旬、第五戦隊・第二水雷戦隊・第四水雷戦隊とABDA艦隊の間にスラバヤ沖海戦が生起。同海戦終盤の3月1日、龍驤の攻撃隊（九七艦攻6機）は逃走する米駆逐艦ポープに水平爆撃を実施、ポープを航行不能にさせ46時間続いた海戦に終止符を打った。夕刻には艦攻6機がジャワ島中部セマラン港を爆撃し、1万トン級商船1隻を炎上・擱座させた。3月2日、「龍驤」搭載機はオランダ船「Sinabang」（1799トン）を沈めた。また、同日「龍驤」は12.7センチ高角砲でオランダ監視艇を撃沈した。

#### インド洋での作戦
ジャワ島・スマトラ島・インドネシア方面各島の攻略成功後、龍驤は再び馬来部隊として行動した。この頃の小沢中将は馬来部隊独自の艦隊行動を計画しており、山本長官や近藤長官の許可を得て、南雲機動部隊のセイロン方面機動作戦に呼応させることにした（ベンガル湾機動作戦）。4月1日、龍驤を中核とする馬来部隊機動部隊はマレー半島西岸メルギー（en:Myeik, Burma）を出撃。同機動部隊は中央隊（鳥海、由良、龍驤、夕霧、朝霧）、北方隊（熊野、鈴谷、白雲）、南方隊（三隈、最上、天霧）、補給隊（綾波、汐風、日栄丸）、警戒隊（川内、第11駆逐隊）という編制であった。
4月5日、「龍驤」は艦攻10機による索敵攻撃を行い、特務艦1隻、商船計9隻発見と特務艦への60キロ爆弾1発命中および商船1隻炎上を報じた。このうち、特務艦とされたのはイギリス貨物船「ダーダナス」（7726トン）で、同船は60キロ爆弾命中により航行不能になり別の商船に曳航されたが、翌日「熊野」と「鈴谷」によって沈められた。4月6日、「龍驤」航空隊は大型商船1隻および中型商船1隻撃沈、大型商船4隻大破炎上または航行不能、小型商船2隻大破、油槽2個爆破、倉庫2棟爆破を報じ、加えて「由良」、「龍驤」、「夕霧」は蘭商船、英武装商船、蘭武装商船各1隻撃沈も報じた。「龍驤」の艦攻が沈めた艦船の中にはインドのスループ「インダス」が含まれる。
4月10日附で鳥海、第七戦隊、第三水雷戦隊、第四航空戦隊は馬来部隊から外され、内地帰投を命じられた（12日、第一南遣艦隊旗艦は鳥海から香椎へ変更）。各隊各艦は4月13日にシンガポールを出発、22日にそれぞれの母港へ帰投した。

#### アリューシャン作戦
4月、従来の九六艦上戦闘機にかわり零式艦上戦闘機が配備され、「龍驤」の航空戦力は零戦16機、九七艦攻21機となった。5月、空母「隼鷹」が第四航空戦隊に編入された。
5月20日に第四航空戦隊（「龍驤」、「隼鷹」）は北方艦隊に編入され、AL作戦（アリューシャン攻略作戦）に参加することとなった。北方部隊の軍隊区分では重巡洋艦「摩耶」、「高雄」、第七駆逐隊とともに第二機動部隊とされた。「龍驤」は5月22日に徳山で「隼鷹」と合流し、その後大湊へ進出した。
第二機動部隊は5月25日に大湊（または5月26日に陸奥海湾）を出撃し、それに続いてアッツ島、キスカ島攻略にあたる部隊も出撃した。6月3日には第二機動部隊ダッチハーバーの南西約180浬に達し、23時ごろから（日本時間、日の出は0時3分）ダッチハーバーへ向けて第一次攻撃隊（「龍驤」零戦3機、九七艦攻14機、「隼鷹」零戦13機、九九艦爆15機）を発進させた。「隼鷹」攻撃隊は零戦2機以外は天候不良のため引き返し、残りは施設等を攻撃して全機帰投した。攻撃隊が駆逐艦5隻発見を報告したことから第二次攻撃隊がその攻撃に向かったが、天候不良のため引き返した。6月5日、アダック島攻撃予定であったものを変更して再度ダッチハーバーを攻撃。第三次攻撃隊は「龍驤」の零戦6機、九七艦攻9機と「隼鷹」の零戦5機、九九艦爆11機（零戦1機、九九艦爆1機引き返す）で、施設や艦船を爆撃し、「龍驤」の零戦1機と「隼鷹」の艦爆4機を失った。未帰還となった「龍驤」の零戦は第二小隊二番機の古賀忠義一飛曹機で、古賀は不時着地点に指定されていたアクタン島の湿地に不時着したが衝撃で死亡、僚機は零戦の残骸を破壊せずに帰艦した。後日、古賀の零戦（製造番号4593）はアクタン・ゼロと呼ばれ、アメリカ軍に回収されて徹底的に解析される。アクタン・ゼロの研究は、グラマンF6Fヘルキャット艦上戦闘機の対ゼロ戦戦術確立に大きく貢献した。
同時に実行されたミッドウェー作戦に従事していた南雲忠一中将率いる南雲機動部隊はアメリカ軍機動部隊（空母エンタープライズ、ホーネット、ヨークタウン基幹）と交戦、主力空母4隻（赤城、加賀、蒼龍、飛龍）及び重巡三隈を撃沈され敗北した。6月9日、ミッドウェー作戦に従事していた攻略部隊主隊（指揮官近藤信竹中将）の大部分が北方部隊に編入され、アリューシャン方面に向かった。6月14日、第四航空戦隊（龍驤、隼鷹）は、編入された空母瑞鳳と合流した。15日には本土で待機していた第五航空戦隊の空母瑞鶴と駆逐艦浦風も呉を出港、23日大湊に到着した。
6月24日、龍驤は大湊に入港し28日には他部隊と共に再出撃した。北方部隊各艦はアメリカ軍機動部隊の出現に備えて北方海域を哨戒。しかしアメリカ軍機動部隊は来襲せず、逆にアメリカ潜水艦の行動は活発化する一方だった。7月5日にはアメリカ潜水艦グロウラーの雷撃により第18駆逐隊の3隻が一挙に戦闘不能となった。さらに駆逐艦子日もアメリカ潜水艦トライトンの雷撃で撃沈され、北方部隊は駆逐艦2隻沈没・駆逐艦2隻大破という損害を受けた。危機感を覚えた第五艦隊は増援部隊に本土回航を指示し、各艦・各隊は日本本土へ向かった。7月10日、第四航空戦隊（龍驤、飛鷹）、第五航空戦隊（瑞鶴、瑞鳳）、第三戦隊（比叡、金剛）、第四戦隊（摩耶、高雄）、第五戦隊（妙高、羽黒）、第八戦隊（利根、筑摩）、第4駆逐隊（嵐、萩風、野分、舞風）、第7駆逐隊（潮、曙、漣）、第9駆逐隊（朝雲、夏雲、峯雲）、第10駆逐隊（秋雲、夕雲、巻雲、風雲）は北方部隊の指揮下を離れた。

#### 第二次ソロモン海戦

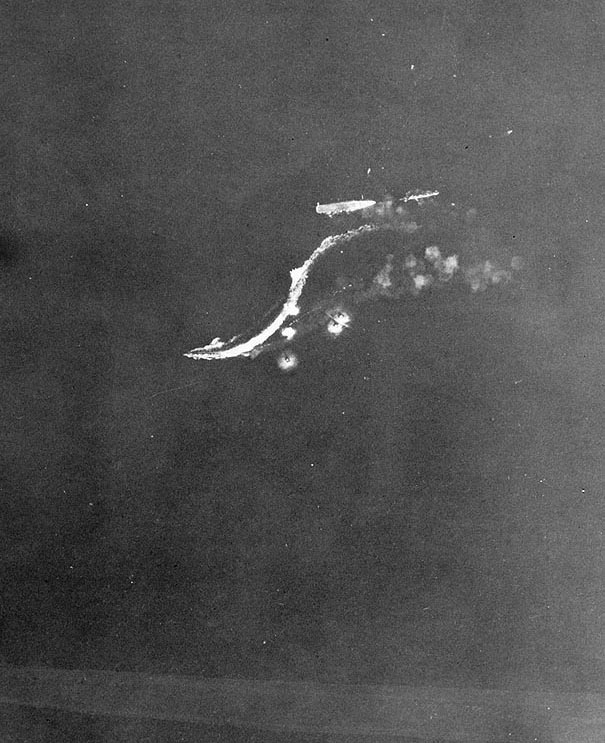
1942年8月24日アメリカ軍の撮影。被弾し停止している龍驤（中央上）と時津風（右上）。離脱を試みる天津風（左下）。

6月上旬のミッドウェー海戦で主力空母4隻（赤城、加賀、蒼龍、飛龍）を喪失した日本海軍は、第五航空戦隊の翔鶴型航空母艦2隻（翔鶴、瑞鶴）を主力として機動部隊の再建を企図する。1942年7月14日附で大規模な艦隊の再編を行い、本艦は新たに編成された第三艦隊（司令長官南雲忠一中将、参謀長草鹿龍之介少将）に加わった。第三艦隊は第一航空戦隊の空母3隻（翔鶴、瑞鶴、瑞鳳）、第二航空戦隊（司令官角田覚治少将）の空母3隻（龍驤、隼鷹、飛鷹）、合計6隻の空母を基幹として構成されていた。龍驤航空戦力は零式艦上戦闘機24、九七式艦上攻撃機9であった。
8月7日、アメリカ軍はウォッチタワー作戦を発動、アメリカ軍海兵隊によるガダルカナル上陸作戦が行われる。連合艦隊はガダルカナル島奪回を決断、8月11日に前進部隊（司令長官近藤信竹中将、第二艦隊等）が日本本土から出撃、続いて8月16日にトラック進出のため第一航空戦隊が桂島泊地を出発した。しかし一航戦の瑞鳳は7月31日にドックから出渠したばかりで出撃準備が終わらず、二航戦の龍驤が瑞鳳の代艦として第一航空戦隊と行動を共にすることとなった。出撃にあたり、龍驤は臨時に第一航空戦隊3番艦となり、内地で待機する瑞鳳が第二航空戦隊3番艦となっている。
8月18日、第4駆逐隊司令有賀幸作大佐が指揮する駆逐艦6隻（嵐、萩風、陽炎、谷風、浦風、浜風）が一木清直陸軍大佐率いる陸軍兵約900名をガダルカナル島へ輸送し、揚陸に成功した。8月20日、ガ島南東海域にアメリカ軍機動部隊の報告があり、南雲機動部隊はトラック泊地に入港することなくアメリカ軍機動部隊との決戦（第二次ソロモン海戦）にのぞんだ。この時、陸軍一木部隊支隊や海軍陸戦隊が乗船する増援部隊輸送船3隻（ぼすとん丸、大福丸、金龍丸）が第二水雷戦隊（司令官田中頼三少将：神通、海風、涼風）及び哨戒艇4隻に護衛され、ガダルカナル島に接近しつつあった。8月24日、南雲司令長官は増援部隊上陸支援の為に龍驤と利根型重巡洋艦利根、第16駆逐隊（天津風、時津風）を艦隊より分割させてガダルカナル攻撃に南下させた。詳細な命令は以下の通り。
「カ」号作戦に於ける機動部隊作戦種別左の通り
第一法（特令ナケレバ本法トス）／全軍東方ニ対スル警戒ヲ厳ニシツツ24日0400概ネ地点ケロヒ55附近ニ進出「サンクリストバル」島南東方ノ敵艦隊ヲ捕捉撃滅ス
第二法／利根、竜驤、時津風ヲ以テ支隊トシ第八戦隊司令官指揮ノ下ニ増援部隊ノ支援及「ガダルカナル」ノ攻撃ニ任ジ尓余ノ部隊ハ第一法ニ作戦ス
第三法／支援隊ハ直ニ第二法ニ依リ作戦シ尓余ノ部隊ハ概ネ地点ケユソ55附近ニ適宜行動シ敵ノ動キヲ見テ第一法ニ転ズ
第四法／全軍東方ニ対シ作戦ス
龍驤の航空隊がガダルカナル島の飛行場を攻撃してアメリカ軍機動部隊の注意をひきつけ、その間に第三艦隊主力（翔鶴、瑞鶴）がアメリカ軍機動部隊を撃破するという囮作戦であった。草鹿龍之介第三艦隊参謀長は、増援部隊輸送船団（第二水雷戦隊護衛）が8月25日ガ島上陸予定なので前日中にガ島ヘンダーソン航空基地を叩く必要があり、「（龍驤隊分派について）ミッドウェーの轍を踏むことであるが、この際仕方がなかった」と回想している。
8月24日午前2時、第三艦隊支隊（龍驤、利根、天津風、時津風）は機動部隊本隊から分離、南下してガダルカナル方面へ向かう。午前7時、アメリカ軍飛行艇に触接されたが上空警戒機により追い払う。『午前中に敵機動部隊を発見せば第一法(敵機動部隊攻撃)に転ず』という前述の指示であったが、本隊よりアメリカ軍機動部隊発見の通知はなく（前衛・筑摩水上偵察機2号機の敵艦隊発見報告は12時5分）、命令どおり第二法に従って龍驤はガダルカナル島攻撃の準備をはじめる。
10時20分より龍驤第一次攻撃隊（零戦6機・艦攻6機）が発進、10時48分に第二次攻撃隊（零戦9機）が発艦する。第三艦隊支隊は北方へ退避すると同時に、攻撃隊収容地点へと向かった。攻撃隊はガダルカナル島飛行場への爆撃を実施するが零戦2機・艦攻3機を喪失、零戦1機・艦攻1機がヌダイ島に不時着して搭乗員は駆逐艦望月に収容されている。一方、第三艦隊支隊も索敵のB-17爆撃機に発見されてしまう。また空母エンタープライズの索敵機も「小型空母1隻、重巡洋艦1隻、駆逐艦3隻」発見を報告している。龍驤の対応の遅さに不満を感じた原為一天津風駆逐艦長は、海軍兵学校同期だった龍驤副長（貴志中佐）に『失礼ながら貴艦は飛行機準備、発進攻撃共に手ぬるし、国家のため一層御奮闘を祈る。怒るなよ』と発光信号を送り、龍驤からは『有難うお互いにしっかりやろう』の応答があったという。
一方、アメリカ軍第61任務部隊（サラトガ、エンタープライズ、《ワスプは燃料補給のため避退》）は、まず7時5分と9時28分に発見報告のあった「空母1(龍驤)、巡洋艦1(利根)、駆逐艦2(天津風、時津風)」の部隊に対しサラトガからSBDドーントレス艦上爆撃機18機、TBFアベンジャー艦上攻撃機8機（資料によってはドーントレス30機、アベンジャー8機）を向かわせた。エンタープライズの索敵機23機のうち一部も第三艦隊支隊に向かったとみられる。エスピリトゥサント島からはB-17爆撃機7機が発進して攻撃に向かった。
最初にB-17爆撃機の空襲を受けたが命中弾は無かった。本艦に大きな被害はなかったが、即時発艦するため飛行甲板で待機していた零戦2機の風防が損傷している。またアメリカ海軍情報部機密資料によれば、索敵任務に投入されたエンタープライズの第三雷撃中隊のアベンジャー数機が龍驤に対し雷爆撃を行うが命中弾はなく、1機が零戦に撃墜された。
だがサラトガ攻撃隊の空襲により、龍驤に複数の爆弾と魚雷が命中した。アメリカ軍によれば、飛行甲板から1-2機が発艦したところで龍驤は右旋回による回避行動を余儀なくされ、急降下爆撃による爆弾命中により甲板待機中の航空機が海へ吹き飛ばされたという。艦橋にも爆弾が命中し、多数の将兵が死亡した。続いて午後2時頃、魚雷1本が命中した。第八戦隊戦闘詳報によれば、魚雷命中箇所は左舷中部。加藤艦長や玉手飛行科員の回想では右舷に魚雷命中。宇垣纏連合艦隊参謀長の手記「戦藻録」によれば右舷後部機関部に命中。アメリカ軍は、龍驤に爆弾4乃至10発命中・魚雷1本命中2本不確実、巡洋艦に魚雷1本命中、駆逐艦に魚雷1本命中撃沈等を報告した（龍驤以外への戦果は誤認）。なお、利根は艦爆3機・艦攻4機（実際には艦爆7機、艦攻2機）に襲撃されたことを記録している。サラトガ攻撃隊に被害はなく、全機が母艦へ帰投した。また直衛の龍驤の零戦隊は撃墜された機こそなかったものの母艦の護衛に失敗し、不時着着水して失われている。
魚雷と複数の爆弾が命中した龍驤では大火災が発生して航行不能となり、右舷に20度近く傾斜した。同時刻、第三艦隊支隊の西方海域では第六戦隊（司令官五藤存知少将：青葉、古鷹）と増援部隊（第二水雷戦隊）が合同しており、神通からは被弾炎上する龍驤を視認することが出来たという。午後3時40分頃にもB-17爆撃機2機の爆撃を受けるが、これによる命中弾はなかった。当初は第16駆逐隊（天津風、時津風）による曳航も検討されたが、浸水が激しく果たせなかった。
午後4時40分、火災は鎮火したものの機関は全て使用不能となってしまった。午後5時30分、機動部隊支隊司令官原忠一少将（第八戦隊司令官）は、第16駆逐隊司令荘司喜一郎大佐に龍驤の処分を命じた。攻撃を受けてから約4時間後の午後6時、龍驤はガダルカナル島北方の海域（南緯6度10分 東経160度50分 / 南緯6.167度 東経160.833度）で艦尾より沈没した。利根、天津風、時津風は龍驤の艦長以下三百名余を救助した。戦死者は副長以下121名とする資料もある。攻撃隊は母艦が着艦不能である為に、不時着着水するかブカ島の基地に降りた。その後、攻撃隊残存機は基地航空隊に編入されている。
なお第三艦隊支隊が攻撃を受けていた頃、日本軍機動部隊本隊（空母翔鶴、瑞鶴）によるアメリカ軍機動部隊への航空攻撃が行われたが、エンタープライズを中破させたに留まった。翌25日、第二水雷戦隊司令官田中頼三少将率いる日本陸軍増援部隊もB-17及びヘンダーソン基地から発進したSBDドーントレスの空襲を受け、軽巡神通が損傷、駆逐艦睦月、輸送船の金龍丸が沈没という被害を蒙り、上陸中止を余儀なくされている。日本海軍は貴重な空母である龍驤を喪失しながらそれに見合う戦果をあげられず、第二次ソロモン海戦に敗北した。また軽空母1隻を分派行動させた結果、アメリカ軍機動部隊艦載機の集中攻撃を受けて撃沈されるという点では、1942年5月上旬の珊瑚海海戦における空母祥鳳の喪失と共通する点が多い。ただし、珊瑚海と違い、龍驤の分派行動させることの危険性を承知したうえでの行動なため、一概にこれまでの戦訓を生かせなかったというわけではないが、結果的に太平洋戦争開戦以来6隻目の空母を失うことになり、珊瑚海海戦の時と違い、戦術および戦略面の両方で敗北となってしまった。
11月10日、空母龍驤と重巡洋艦古鷹の2隻は軍艦籍より除籍された。

## 要目
復原性能は工事前には軽荷状態でレンジ32度しかなかったのが、同じく軽荷状態で99.2度に改善された。一方速力は28ノット程度に低下した。工事後の主要要目は以下の通り。
- 基準排水量：10,600英トン
- 公試排水量：12,575トン(計画)、12,733トン(1936年5月公試)[189]
- 満載排水量：13,773トン[8]
- 全長：180.0m
- 水線長：176.78m
- 水線幅：20.78m
- 最大幅：水線上22.0m、水線下20.3m
- 吃水：7.08m(公試平均)
- 飛行甲板：156.5m x 23.0m
- 速力：28ノット前後
- 燃料：重油：2,943トン[190][注釈 3]
- 乗員：1938年3月 924名[191]
- 兵装
  - 12.7cm連装高角砲 4基
  - 25mm連装機銃 2基
  - 13mm4連装機銃 6基

太平洋戦争では臨戦準備時に舷外電路を装着した程度という推定もある。電探装備の訓令が1942年8月に出されているが、直後に沈没したため搭載する時間がなかったという推定もある。

## 年表
- 1929年（昭和4年） - 11月26日 横浜船渠にて起工。
- 1931年（昭和6年） - 4月2日 進水。横須賀海軍工廠に曳航。
- 1933年（昭和8年） - 5月9日 竣工。
- 1934年（昭和9年） -  友鶴事件で明るみに出た主力艦の復原性不足改善の為に改装。
- 1935年（昭和10年） - 9月26日 岩手沖演習中に第四艦隊事件が発生。波浪による艦橋圧壊。
- 1937年（昭和12年） - 8月12日 日華事変に出撃。昭和13年まで作戦に従事。北支、中支、南支方面など広く行動。
- 1941年（昭和16年） - 11月29日 九州佐伯湾を出港。
- 1941年 - 12月6日 パラオ出撃、南比島攻略作戦に参加。
- 1941年 - 12月8日 ダバオ飛行場爆撃。
- 1941年 - 12月9日 レガスビー攻略作戦に参加。
- 1941年 - 12月17日 ダバオ・ホロ攻略作戦に参加。
- 1942年（昭和17年） - 1月23日 アナンバス攻略作戦に参加。
- 1942年 - 2月10日 バンカ・パレンバン攻略作戦に参加。
- 1942年 - 2月13日 バンカ海峡において艦上攻撃機が商船8隻を撃沈、撃破した。
- 1942年 - 2月14日 バンカ海峡において艦上攻撃機が魚雷艇母艦1隻、特務艦1隻、砲艦1隻撃沈した。
- 1942年 - 2月15日 ガスパル海峡において艦上攻撃機が連合軍艦艇を攻撃。
- 1942年 - 2月17日 ガスパル海峡において蘭駆逐艦ヴァンネスを撃沈。
- 1942年 - 3月1日 カリマタ海峡にて米駆逐艦ポープを大破させる。セマラン港爆撃。
- 1942年 - 3月20日 アンダマン・ビルマ攻略作戦に参加。
- 1942年 - 4月1日 インド洋機動作戦にて商船9隻撃沈、撃破。
- 1942年 - 4月22日 日本本土に帰還。翌23日、呉入港。
- 1942年 - 5月26日 大湊を出港。アリューシャン方面に向かう。
- 1942年 - 6月3日 角田機動部隊に所属し、アリューシャン作戦に参加。搭載機がダッチハーバーを空襲。
- 1942年 - 6月14日　空母瑞鳳と合流[192]。
- 1942年 - 6月24日 大湊に帰還[193]。
- 1942年 - 8月16日 呉出港、第三艦隊第一航空戦隊に所属してソロモン海へ進出する。
- 1942年 - 8月24日 第二次ソロモン海戦に参加、空母サラトガ攻撃隊の空襲を受け大破、沈没した。
- 1942年 - 11月10日 除籍。

## 艦長
艤装員長
1. 原五郎 大佐：1931年4月2日 - 1931年12月1日[194]
2. 松永寿雄 大佐：1931年12月1日 - 1933年4月1日[195]

艦長
1. 松永寿雄 大佐：1933年4月1日 - 1933年10月20日[194]
2. 桑原虎雄 大佐：1933年10月20日 - 1934年11月15日[194]
3. 大野一郎 大佐：1934年11月15日 - 1935年10月31日[194]
4. 吉良俊一 大佐：1935年10月31日 - 1936年11月16日[194]
5. 阿部勝雄 大佐：1936年11月16日 - 1937年12月1日[194]
6. 岡田次作 大佐：1937年12月1日 - 1938年12月15日[194]
7. 上阪香苗 大佐：1938年12月15日 - 1939年11月15日[194]
8. 長谷川喜一 大佐：1939年11月15日 - 1940年6月21日[194]
9. 杉本丑衛 大佐：1940年6月21日 - 1942年4月25日[194]
10. 加藤唯雄 大佐：1942年4月25日 - 1942年10月5日[194]